# Cole Reinhardt
Cole Reinhardt (Calgary, Alberta, 1 de febrero de 2000) es un jugador profesional canadiense de hockey sobre hielo que se desempeña en la posición de extremo izquierdo en Ottawa Senators, equipo de la National Hockey League (NHL).

## Carrera
Fue seleccionado en la sexta ronda en la NHL Entry Draft de 2020. En 2021 hizo su debut profesional con el equipo Ottawa Senators, donde lleva jugando una temporada.